# Caño de Sancti Petri

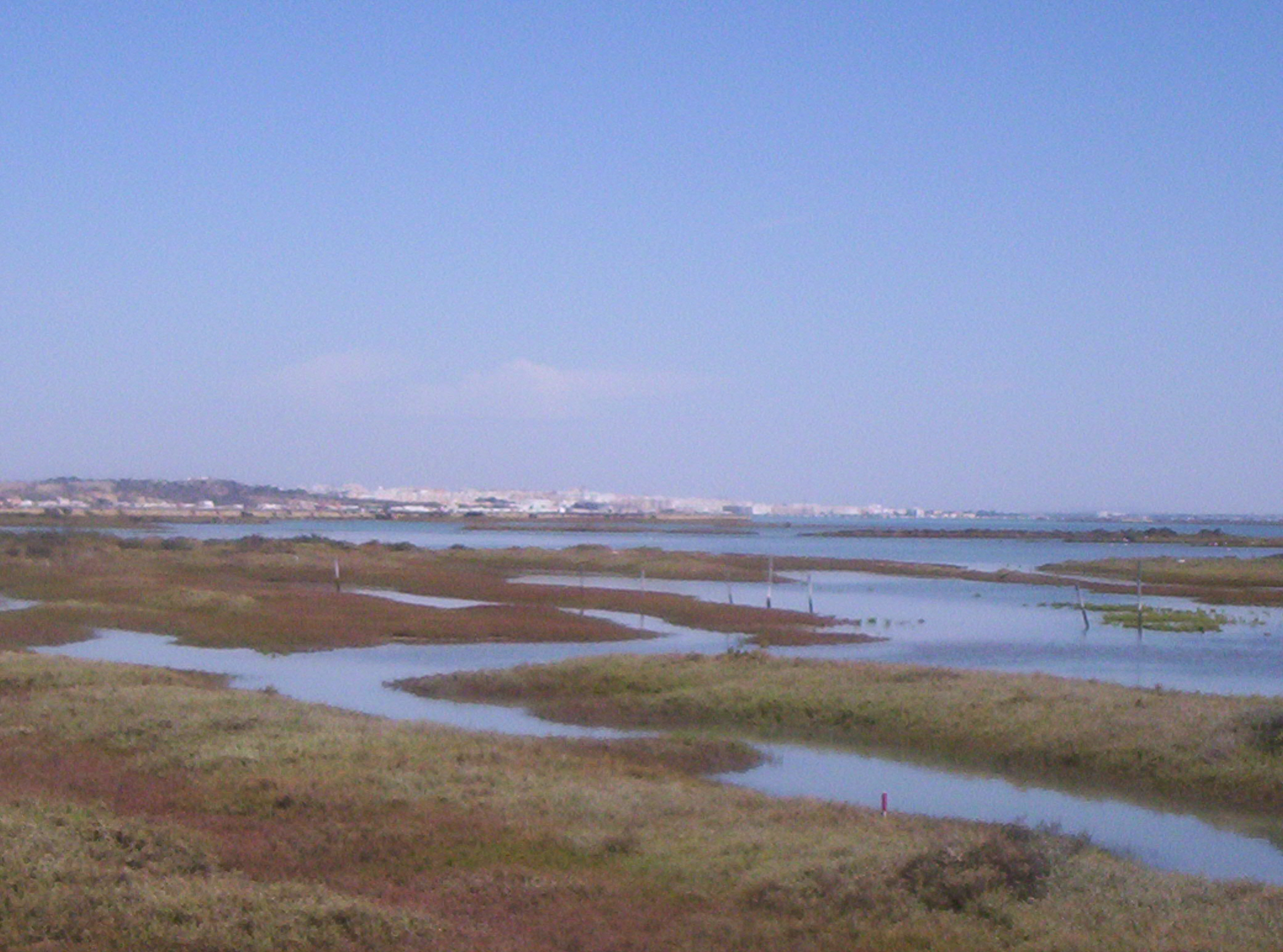
Caño de Sancti Petri, com a cidade de San Fernando ao fundo.

O Caño de Sancti Petri é um canal pouco profundo situado na província de Cádis, a sudoeste da Espanha. O canal separa a a Ilha de León do continente, e faz parte do Parque natural da Baía de Cadis.
O curso de água do mar flui entre as cidades de San Fernando (situada numa ilha), Chiclana de la Frontera e Puerto Real (na península), separando Chiclana e Puerto Real do tômbolo arenoso onde se situa Cádis e San Fernando. Sobre o canal para a Puente Zuazo, símbolo de San Fernando e que une a cidade ao resto da província.